# 松本嶺男
松本 嶺男（まつもと みねお、1944年（昭和19年）4月19日 - ）は、日本の政治家。福岡県糸島市長。旧前原市長。

## 経歴
福岡大学経済学部を卒業後、1968年に福岡県庁に入庁。企画振興部長等を歴任。2005年に旧前原市長に初当選し2期務めた。2010年1月1日の前原市・志摩町・二丈町の合併に伴い退任した後、糸島市長選で当選。1期在任した。